# Ibi (kommunhuvudort)
Ibi är en kommunhuvudort i Spanien.   Den ligger i provinsen Provincia de Alicante och regionen Valencia, i den sydöstra delen av landet, 300 km sydost om huvudstaden Madrid. Ibi ligger 748 meter över havet och antalet invånare är 24 113.
Terrängen runt Ibi är huvudsakligen kuperad, men åt sydväst är den platt. Runt Ibi är det ganska glesbefolkat, med 38 invånare per kvadratkilometer. Närmaste större samhälle är Alcoy, 12,3 km nordost om Ibi. 